# HD97959
HD97959 — хімічно пекулярна зоря спектрального класу A1, що має видиму зоряну величину в смузі V приблизно  7,7.
Вона  розташована на відстані близько 351,8 світлових років від Сонця.